# Chiesa di Sant'Agostino (Volterra)
La chiesa di Sant'Agostino si trova a Volterra, in provincia di Pisa, diocesi di Volterra.
Dal 2017 è sede del Museo diocesano di Volterra.

## Storia e descrizione
Costruita nel XIII secolo, ad un'unica navata, secondo la tipologia delle fabbriche a capanna proprie degli ordini mendicanti, sul terreno donato dal comune di Volterra agli eremitani di Sant'Agostino di Montecatini Val di Cecina, dove officiavano la cappella di Santa Lucia; fu trasformata in tre navate con volta nella prima metà del XVIII secolo, quando ricevé anche l'attuale facciata.
Nella controfacciata si trova il monumento sepolcrale di Alessandro Riccobaldi Del Bava, del 1523; fra le altre opere, una croce dipinta su tavola sagomata del XIII secolo; un affresco con la Madonna col Bambino di Cenni di Francesco (XIV secolo); una Pietà in terracotta dipinta attribuita a Zaccaria Zacchi; San Tommaso di Villanuova e santa Chiara da Montefalco oranti di Baldassarre Franceschini (XVII secolo); un frammento di affresco con il Crocifisso con la Vergine e san Romualdo attribuito a Stefano di Antonio Vanni (XV secolo), qui trasportato dopo lo stacco dal refettorio dell'abbazia dei Santi Giusto e Clemente.

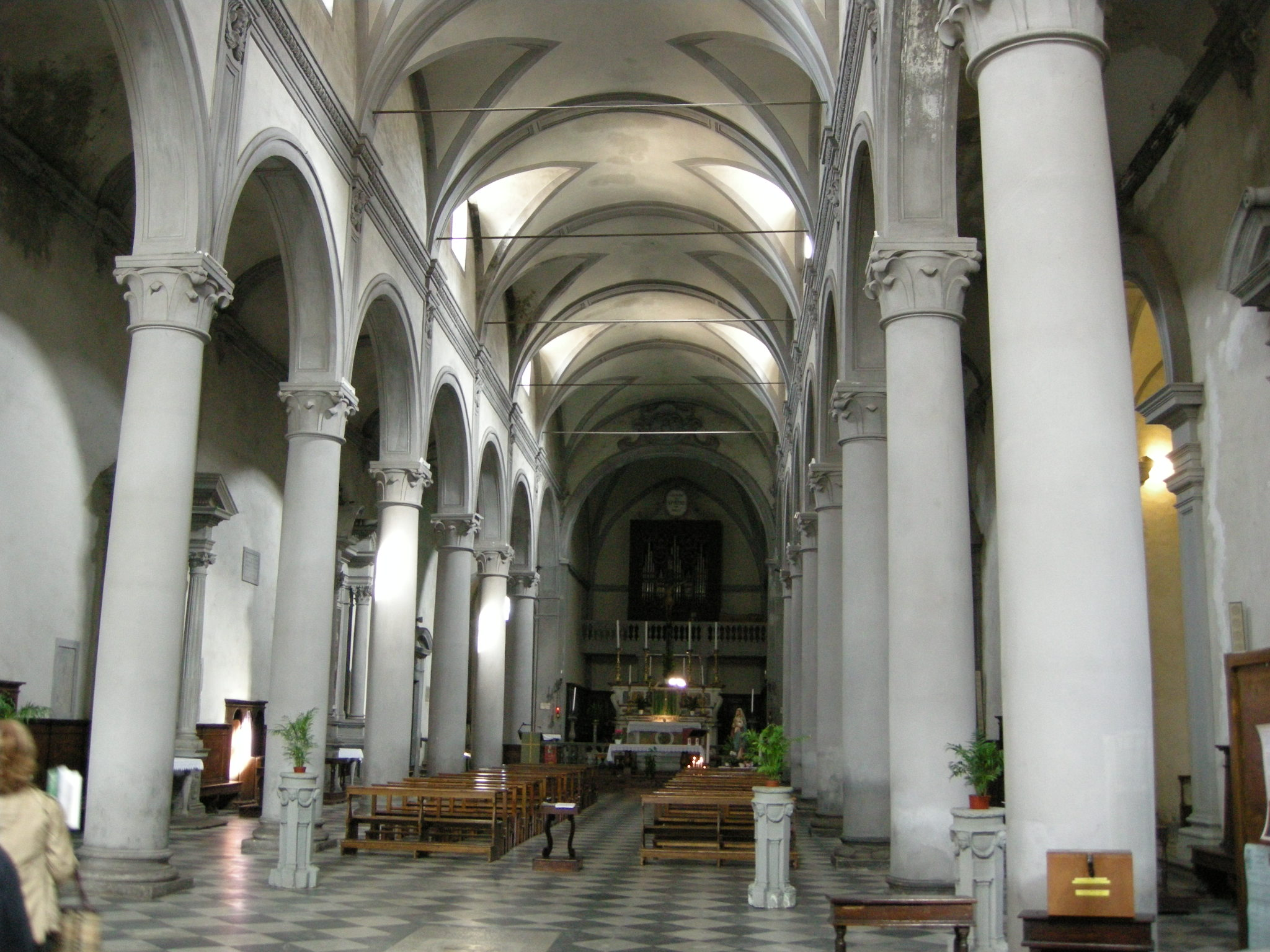
Interno prima dei restauri
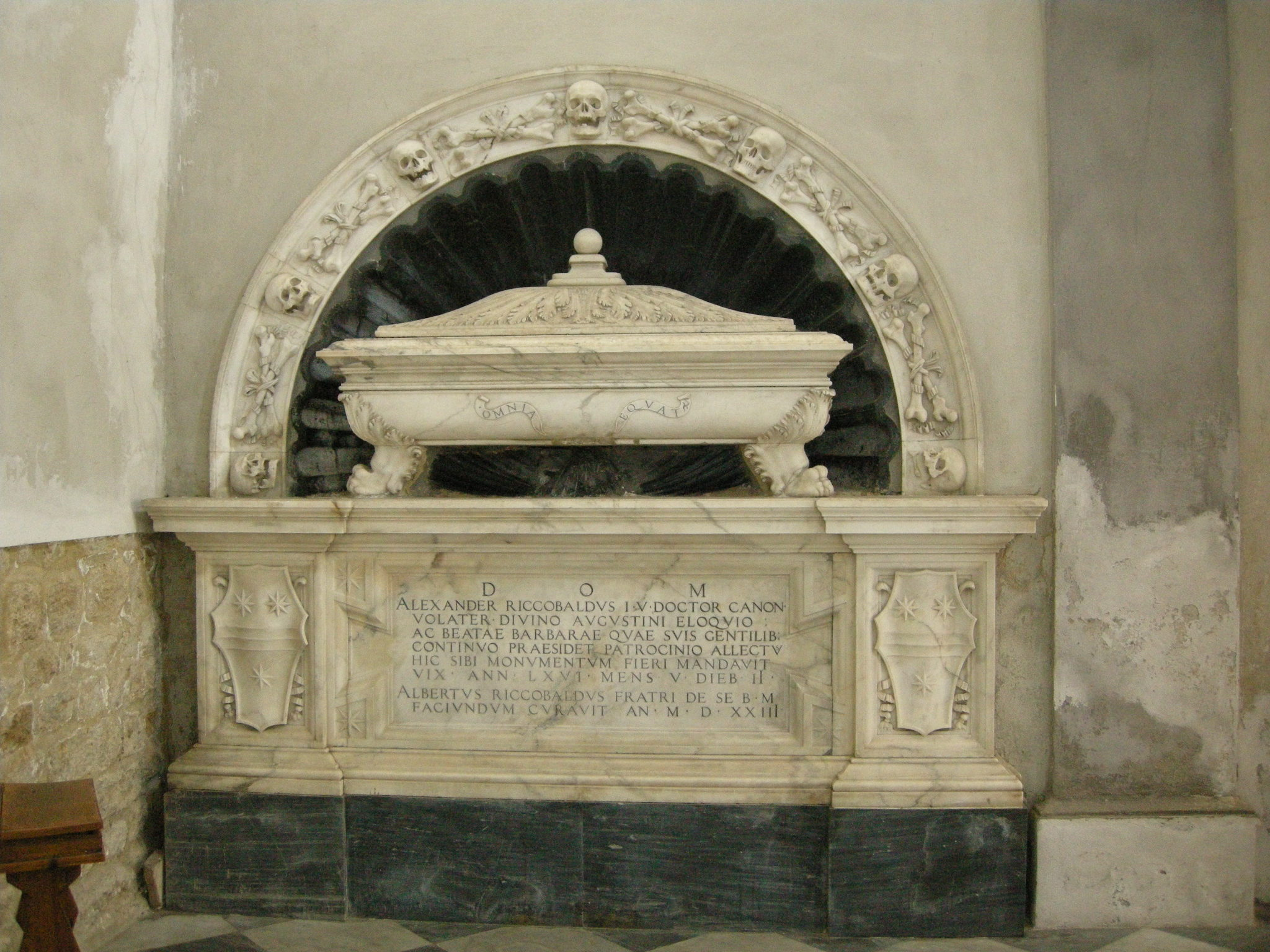
Sepolcro di Alessandro Riccobaldi
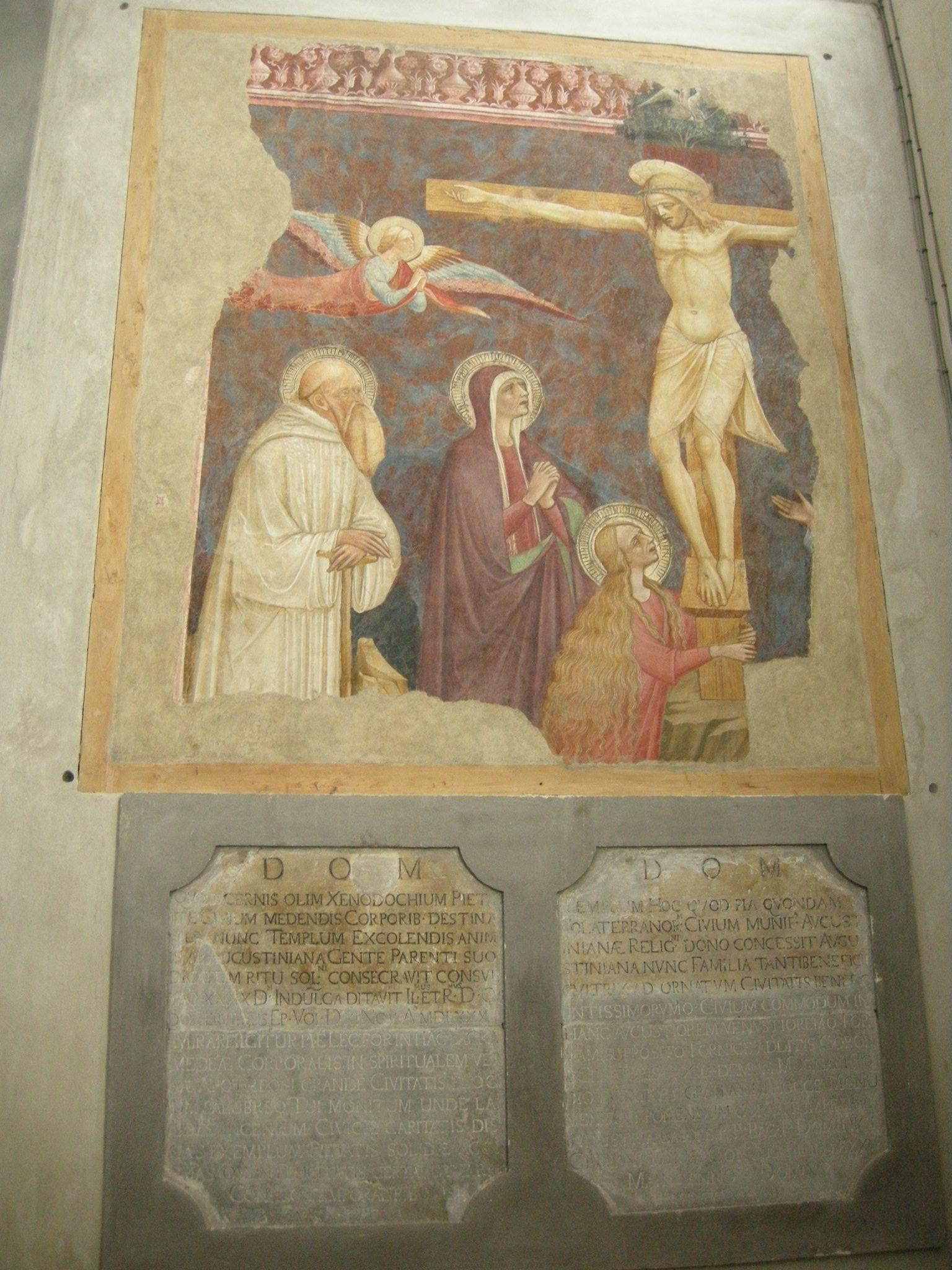
Affresco